# (Hemi) negligència sensorial

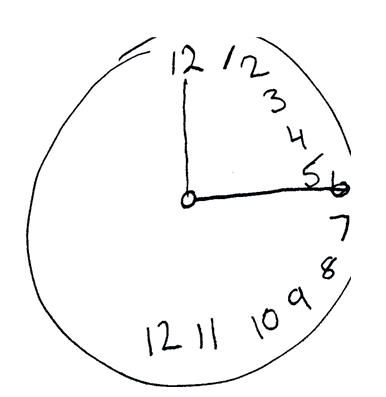
Dibuix de pacient amb (hemi) negligència sensorial

L'heminegligència visuoespacial (HVE) clínicament és la incapacitat per atendre, explorar i respondre a estímuls nous o significatius presentats a regions espacials contralaterals a una lesió cerebral, primordialment d'origen vascular; no atribuïble a la presència d'una alteració motora o sensorial sinó d'un problema atencional.
Per fer referència a aquesta incapacitat els sinònims més freqüents són heminegligència espacial, negligència unilateral, heminegligència visuoespacial, desatenció espacial unilateral o hemidesatenció espacial. El terme heminegligència, segons alguns autors, no és el més correcte perquè la paraula negligència evoca a la idea de voluntarietat i, realment, aquestes alteracions no depenen de la voluntat dels pacients. Tot i això, heminegligència, és el terme més divulgat.
Les lesions cerebrovasculars unilaterals poden arribar a produir hemianòpsia homònima, tot i mostrar una simptomatologia semblant a l'heminegligència, es tracta d'un concepte diferent. L'hemianòpsia homònima és un trastorn cognitiu relacionat amb el camp visual que causa la pèrdua d'una part d'aquest. Així doncs, els pacients amb aquest trastorn mostren dificultats en la cerca i detecció d'objectes en l'hemicamp visual contra lesional (Kerkoff, 2001). Aquests pacients presenten intencionalitat en la cerca dels estímuls situats en aquest hemicamp, a diferència dels pacients amb heminegligència.

## Prevalença
En general, l'heminegligència esquerra (deguda a una lesió en l'hemisferi dret) predomina davant de l'heminegligència dreta. Exactament, la seva prevalença ronda el 15-75% en lesions cerebrovasculars que afecten l'hemisferi dret, en canvi, la prevalença després de lesions de l'hemisferi esquerre és del 2-12%. Hillis (2006) denomina l'existència d'una diferència entre hemisferis a la ubicació, en general dels dretans, l'hemisferi esquerre s'encarrega del processament lingüístic; en canvi l'hemisferi dret és responsable de les funcions visuoespacials no verbals.

## Classificació
A continuació la classificació general d'aquesta afectació:
- Negligència atencional o sensorial: hi ha dificultats per reaccionar davant d'un estímul present en el costat contrari a la lesió, no dirigeix espontàniament la seva atenció. Depenen del grau de gravetat, pot ser més subtil, inatenció, o de manera exagerada, negligència. Quan parlem d'heminegliència atencional s'estén des del camp visual fins a l'auditiu i tàctil.
  - Heminègligencia o hemi-inatención sensorial: presenta dificultats en la consciència de tots aquells estímuls contralaterals.
  - Extinció sensorial: els pacients que mostren aquest trastorn quan se'ls hi demana fer una tasca en l'espai és com si oblidessin l'hemiespai contralateral a la lesió. Això pot passar tant en l'hemiespai contralateral del mateix cos o fallar sobre la meitat d'un estímul. És detectable en la conducta del pacient, per exemple menjar la meitat del plat.
  - Negligència espacial: dificultat per atendre un estímul en tots aquells espais extracorporals, com per exemple es veu afectat a l'hora de vestir-se o de llegir. Aquesta té diferents focus de referència: l'observador, el medi extern o l'objecte. Per a explorar aquesta afectació se li demana al pacient que agafi o assenyali els objectes de la taula, normalment els pacients ometen els objectes situats al costat contrari de la lesió.
  - Negligència personal: també sinònim d'hemiasomatognòsia, on l'afectació està més relacionada amb el mateix cos. Per posar de manifest aquesta negligència se li demana al pacient que toqui amb l'hemicòs sense alteració alguna part de l'hemicòs contralateral a la lesió. Aquesta alteració pot arribar a una idea delirant o fins i tot una síndrome d'hemidespersonalització. Sovint acompanyat d'anosognòsia, que és la negació d'una malaltia.
- Negligència intencional o motora: considerat com sinònim d'hemiacinèsia. És un retard en el començament dels moviments, o en casos més greus l'absència de moviments (pot simular una hemiparèsia, que és la disminució de força motora o paràlisis parcial). En resum, podem dir que és una dificultat d'activació motora.
  - Hemiacinèsia: és un error a l'inici del moviment atribuït a una alteració en els sistemes d'activació de les motoneurones, i no a una disfunció motora. N'hi ha de dos tipus per evocació externa o endògena.
  - Extinció motora:  aparició de l'acinèsia només amb el moviment simultani de les dues parts.
  - Hipocinèsia: presenten dificultats lleus en el sistema intencional que poden iniciar respostes, però en un lapse de temps anormalment llarg.
  - Impersistènsia motora: dificultats per mantenir una posició còmoda per un examinador durant 10 segons. Lligat directament a un mecanisme de l'atenció dirigida necessària per mantenir tota l'activitat motriu. Més sovint en lesions parietals dretes.
- Negligència afectiva: presenten un comportament indiferent davant de successos importants, tot i presentar una hemiplegia. Hi ha casos en què fins i tot el pacient presenta un rebuig o maltractament de l'hemicòs esquerre. Acompanyat sovint d'una anosognòsia.
- Negligència representacional: es basa en la negligència cap a la meitat d'una imatge mental.

## Simptomatologia
La persona que presenta heminegligència sensorial sembla ignorar o oblidar tot allò que apareix en el costat contralateral de la lesió, com si aquella meitat del món hagués deixat d'existir (Jeannerod, 1977; Mesulam, 1985).
A la fase aguda, l'heminegligència normalment està associada amb una marcada desviació del cap, els ulls i el tronc cap al costat on s'ha produït la lesió, normalment el dret. El pacient pot no reconèixer els seus membres contralaterals a la lesió com a seus, pot respondre només quan se li pregunta des del costat ipsilesional i, en general, atendre únicament a les persones i esdeveniments localitzats al seu costat no afectat. En aquesta primera fase és possible que tingui lloc una anosognòsia (no reconèixer el problema i negar-lo). Encara que, en la majoria dels casos, aquests símptomes desapareixen en les primeres setmanes, tot i que la preferència pels estímuls del costat dret continua durant mesos.
L'heminegligència sensorial es caracteritza per tenir un seguit de dèficits que es manifesten i poden ser detectades a escala comportamental de moltes maneres. Les que més destaquen són les següents:
- Ignorar part dels aliments del plat.
- No trobar els coberts situats al costat contralesional.
- Afaitar-se o maquillar-se la meitat de la cara.
- Experimentar dificultat al moment de vestir-se o desvestir-se.
- Dificultats en dir l'hora en un rellotge convencional.
- Xocar amb persones i objectes que es presenten en el seu costat afectat.
- Perdre's amb freqüència i no trobar el camí.
- Llegir només part de les pàgines d'un llibre o revista o inclús ometre paraules o lletres d'un costat de la pàgina (dislexia neglect).
- Al copiar o dibuixar objectes ometre o distorsionar una part d'aquests.
- La persona es queixa de la seva vista o de les ulleres quan explica les seves poques ganes per llegir o veure la televisió.
- Alguns també manifesten dificultats amb els aspectes espacials d'habilitats bàsiques com la lectura, escriptura, còpia i dibuix.

## Avaluació
La negligència es pot avaluar mitjançant diverses proves que un seguit d'autors van crear, com ara la prova de cancel·lació, la bisecció de línies, el dibuix lliure (prova de dibuix), la còpia de dibuixos (prova de còpia), la imaginació visual (prova d'imatges), la lectura de textos, descripció d'objectes i escenaris i proves funcionals, com avaluar la manera de vestir, menjar i caminar del pacient o "navegar" en cadira de rodes. A continuació es mencionen algunes de les més utilitzades, per la seva administració senzilla i ràpida:
- Bisecció de línies: es dona instruccions al pacient per estimar i indicar el punt mitjà d'una línia horitzontal present en un paper que té al davant. La prova s'ha de fer preferentment amb l'extremitat no afectada. Quan el pacient presenta heminegligència, no pot localitzar el punt mitjà de la línia horitzontal i marcarà un punt amb una certa desviació, generalment cap al costat de la lesió cortical. La quantitat de la desviació pot variar segons la gravetat de la negligència. Marsh i Kersel van demostrar la validesa de la Bisecció de Línia per determinar la presència d'heminegligència.

- Test de cancel·lació:
  - Amb material verbal i no verbal: és un test que consisteix en 4 làmines. 2 d'elles contenen estímuls no verbals: diverses formes entre les quals es trobava l'estímul objectiu (un cercle biseccionat). Les altres 2 contenen estímuls verbals, sent l'objectiu la lletra A. El pacient ha d'anar encerclant els estímuls objectiu. Els que tenen lesions a l'hemisferi dret, comencen per la dreta o pel centre de la pàgina i es mouen al voltant d'aquesta de manera erràtica.
  - D'estrelles: aquest test consisteix que dins d'una barreja aparent de paraules, lletres i estrelles, es troben unes 56 estrelles petites que són els objectius. L'examinador mostra la tasca cancel·lant dues de les estrelles, per tant la puntuació total és de 54. El grup de control difícilment ignora 1 estrella. Halligan et al. (1989) van ser capaços de diagnosticar heminegligència en un grup complet de 30 pacients mitjançant aquesta prova.
  - De línies: consisteix a demanar al pacient que ratlli 40 línies de 2,5 cm aparentment a l'atzar en un paper.

- Test de les campanes: es presenta una làmina amb 35 estímuls objectiu (campanes) i 280 distractors (cases, cavalls, etc.). Es presenten de manera aparentment aleatòria però realment estan distribuïts en 7 columnes que contenen 5 campanetes i 40 distractors cadascuna. Es demana al pacient que encercli el més ràpid possible totes les campanes de la làmina. Els autors d'aquest test (Gauthier i Joanette, 1992) recomanen que tres errors en un o l'altre costat de la pàgina pot indicar un dèficit lateralitzat d'atenció.

- Test de dibuix i còpia: es dona instruccions al pacient per copiar una figura presentada. A la prova s'utilitzen figures normalitzades, com ara flors, estrelles, cubs i altres formes geomètriques. Les còpies incompletes, amb omissions o distorsions al costat contralateral de la lesió cortical, indiquen heminegligència. (avalua la negligència sensorial i motora).

## Etiologia
Es pot afirmar que existeix una xarxa atencional a gran escala distribuïda per tot el cervell i que inclouria no només regions frontals i parietals, sinó que també estructures subcorticals com el tàlem i els ganglis basals. És per això que lesions en el nucli caudat dificulten el canvi atencional. El tàlem connecta directament gairebé amb totes les àrees de l'escorça i és capaç, per tant, d'incrementar l'activitat de grups neuronals específics durant el desenvolupament de tasques que requereixen atenció. L'atenció està sustentada per una xarxa per l'artèria cerebral medial en la qual no és possible trobar un únic nucli específic de les funcions atencionals.
L'heminegligència s'ha associat però, a un gran nombre de regions cerebrals, tradicionalment al dany cortical del lòbul parietal posterior dret. Aquesta àrea és la principal responsable de funcions atencionals com dirigir el focus atencional, fer una representació espacial del medi, redirigir l'atenció en funció de les demandes de l'ambient i el processament sensorial (Muñoz-Marrón, Redolar-Ripoll, & Zulaica-Cardoso, 2012). Això no obstant, estudis actuals han fet pensar que, a part de regions parietals, també hi ha implicades altres estructures com el gir i solcs superiors del lòbuls temporal, la ínsula i el gir medial occipital (Molenberghs, Sale, & Mattingley, 2012). Dins de l'escorça parietal posterior, les estructures que han demostrat tenir més implicació en aquesta alteració han estat el gir angular, la unió temporoparietal, el solc intraparietal i el gir supramarginal. Hillis (2006) proposa que l'heminegligència visuoespacial més greu i freqüent es troba després de lesions localitzades en el solc intraparietal i l'escorça tempo-parietal de l'hemisferi dret.
En l'àmbit funcional, l'evidència suggereix que existeix un desequilibri interhemisfèric en pacients amb negligència, de tal manera que lesions en les àrees parietals de l'hemisferi dret no només disminueixen l'activitat d'aquesta àrea sinó que també causen la desinhibició de les àrees homòlogues de l'hemisferi esquerre. Aquesta sobre activació de l'hemisferi esquerre agreuja la tendència dels pacients amb heminegligència visuoespacial a atendre a la dreta i desatendre al costat esquerre. L'hemisferi esquerre està relativament hiperactiu després d'un ictus en l'hemisferi dret, l'atenció i els moviments oculars es desvien cap a la dreta. Les zones anteriorment mencionades són irrigades per l'artèria cerebral medial (ACM), per tant, la lesió en aquesta artèria, o la seva lesió isquèmica, repercuteixen en les anomenades àrees provocant un possible síndrome de negligència espacial unilateral.

## Tractament
Actualment existeixen diverses teràpies per tractar l'heminegligència. Aquestes se centren en la recuperació del rendiment de la funció afectada, amb l'objectiu que aquest sigui el mateix que abans de la lesió cerebrovascular, o bé que es compensi aquesta lesió a través de l'aprenentatge de recursos cognitius i d'altres tipus.
En els últims 10 anys s'ha trobat que l'estimulació optocinètica, l'adaptació prismàtica, l'estimulació magnètica transcranial i la teràpia amb realitat virtual, són els quatre grans pilars de la rehabilitació per a pacients amb heminegligència en l'actualitat. Les quatre teràpies van mostrar ser eficaces, independentment de la etiologia i la localització de la lesió, igual que la resta de característiques del pacient. Per tant, podem dir que, qualsevol de les quatre teràpies serien una bona opció per a una intervenció d'heminegligència.
Tipus de tractaments:
1- L'Estimulació optocinètica (EOC): aquesta teràpia consisteix en una sèrie d'estímuls en moviment que son mostrats al pacient i els quals ha de visualitzar. Aquests estímuls provoquen un moviment lent dels ulls de la persona cap al mateix costat al qual es dirigeix l'estimulació. Aquesta teràpia parteix de la base que els nistagmes (moviments oculars descrits) poden produir canvis en la funció atencional del pacient, corregint així l'heminegligència. (Kerkhoff et al., 2006)
2- L'adaptació prismàtica (AP) és un tractament en el qual el pacient fa exercicis de cerca i senyalització utilitzant unes ulleres prismàtiques (Muñoz, 2012). Aquestes ulleres fan que es produeixi una desviació del camp visual un nombre de graus concrets (normalment 10°). L'objectiu d'aquesta tècnica és que el sistema motor s'acomodi al nou camp visual induït per les ulleres prismàtiques visualment i espaialment. Els pacients amb heminegligència poden veure una millora de les seves capacitats de la vida diària molt abans si s'usen activitats d'aquest tipus. A més que els bons resultats fàcilment augmenten la motivació d'aquests per continuar amb el tractament de manera efectiva.
3- L'estimulació magnètica transcranial (EMT) és una tècnica neurofisiològica no invasiva que crea un camp magnètic que penetra en el crani i que genera una corrent elèctric gràcies a ell, aconseguint estimular o inhibir regions cerebrals seleccionades i específiques. Aquesta estimulació permet activar o influir en certes activitats cerebrals obtenint com a resultat canvis en la conducta i en les funcions neuropsicològiques en general.
4- La realitat virtual (RV) és una tecnologia que ofereix infinites oportunitats per al desenvolupament de diferents teràpies (Sugarman & Weisell-eichler, 2011). Aquestes poden arribar a ser molt efectives, ja que proporcionen entorns controlables i estimulació multimodal. En comparació amb proves o tractaments en ordinadors o amb llapis i paper, el subjecte no només reacciona a estímuls, sinó que pot interactuar amb ells.
Tots els tractaments esmentats són eficaços relativament a curt termini (menys d'un any). És convenient però, fer estudis per al manteniment dels resultats obtinguts després d'aplicar el tractament per a l'heminegligència, podent així assegurar un augment de la funcionalitat dels pacients en el seu dia a dia.